# Cristo recogiendo sus vestiduras (Luis Salvador Carmona)
Cristo recogiendo sus vestiduras, también conocida como Jesús Flagelado, es una talla realizada por Luis Salvador Carmona en 1760. Portada en Semana Santa por la Hermandad de Jesús Flagelado, la imagen se encuentra en la iglesia de La Clerecía de Salamanca.

## Historia
La obra se encargó a Luis Salvador Carmona para incorporarla en el retablo hornacina diseñado por Andrés García de Quiñones para la sacristía de la iglesia de la Clerecía. Una inscripción al pie de la columna recoge la firma del autor fechando la ejecución de la obra en Madrid en 1760.

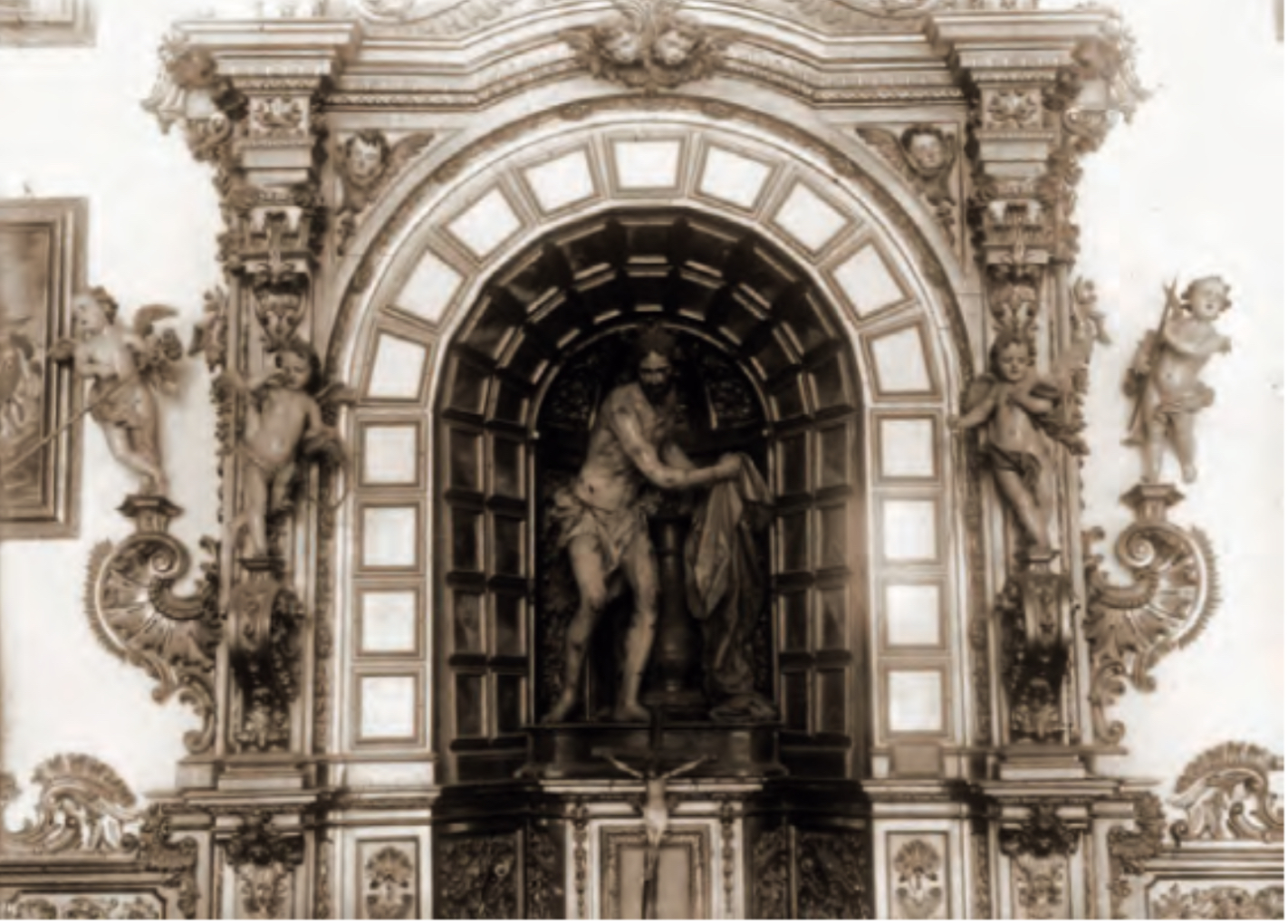
La imagen en su emplazamiento original en el retablo de la sacristía de La Clerecía.

La sacristía se decoró con un retablo-hornacina sobre las cajoneras que ocupan todo el trastero, rematadas por un friso de gusto rococó. El cuerpo principal lo forma un arco de medio punto que alberga un cascarón con fondo decorado con cristales de espejo en cuadrícula, para reflejar las heridas de la espalda del Cristo que se situaba sobre pedestal formado por un sagrario. Flanquean el arco dos pilastras corintias de las que surjgen ménsulas que sustentan a cuatro angelotes con atributos de la Pasión. Se corona por un entablamento ligeramente arqueado y un ático con un Cristo de marfil enmarcado por complicadas molduras y sobre él un escudo con el anagrama de la congregación jesuita. Las pilastras son coronadas por otros dos ángeles. Los cuatro ángeles portando atributos de la Pasión (corona de espinas, flagelo, lanza e hisopo) del retablo se atribuyeron históricamente a la Roldana, aunque autores como Modesto Falcón o Juan José Martín González defendían su hechura por Salvador Carmona. El Compendio de la Vida y Obra de Salvador Carmona del archivo de la Real Academia De San Fernando confirma que los angelotes y el Flagelado proceden de la misma mano. Desde 1952 acompañan a Jesús Flagelado la noche del Miércoles Santo sobre su paso procesional.
En 1913 la Cofradía de la Vera Cruz creó la Sección de la Flagelación  con la que la imagen de Jesús Flagelado se incorporó a la Semana Santa salmantina participando en la Procesión General del Santo Entierro. En 1948 la Hermandad Universitaria solicitó la cesión de la imagen pero la petición fue denegada. Ese mismo año se fundó la Hermandad de Jesús Flagelado con sede la iglesia de la Clerecía, que procesionó por primera vez en la Procesión General del Santo Entierro de 1949. La imagen continuó desfilando con su hermandad en el Santo Entierro hasta que en 1967 comenzaron a hacerlo el Miércoles Santo acompañando a la Cofradía de los Excombatientes y saliendo del Santo Entierro. Desde 1972, año en que desapareció la Cofradía de los Excombatientes, la Hermandad de N. P. Jesús Flagelado desfila en solitario en la noche del miércoles.
En 1997 se trasladó la imagen a la iglesia para poder estar expuesta al culto en el retablo de Santa Catalina, dado que la sacristía se había se había reconvertido en aula minor de la Universidad Pontificia, conservando el retablo-hornacina y las imágenes de los ángeles.

## Descripción
La imagen presenta con impecable técnica una perfecta anatomía llagada por la flagelación. El cuerpo estilizado por el sufrimiento muestra músculos, tendones y venas minuciosamente tallados, constituyendo, según Martín González, el más perfecto estudio anatómico realizado por Carmona, comparable con los desnudos clásicos. Una vez desatado de la columna Cristo extiende los brazos para recoger las vestiduras en un cuidado giro. El rostro de delicadas facciones rezuma mansedumbre. El paño de pureza se cierra con una cuerda natural que separada del tejido se anuda directamente sobre la cadera. Los ojos de cristal y dientes de pasta dan más realismo a la talla. La columna sobre la que Cristo apoya su cadera sigue el modelo de la de Santa Práxedes de Roma, de fuste bajo y troncocónico, presentando incluso el marmoleado blanco y verde de la original. Esta obra del último periodo del artista funde la tradición de la escultura barroca castellana del siglo XVII con el retorno al clasicismo propuesto por la Real Academia de Bellas Artes de San Fernando. La policromía está realizada al óleo con colores planos en el manto y paño de pureza e imitando mármol en la peana y columna. Las carnaciones están tratadas con delicadeza, las venas se traslucen sobre la piel y las magulladuras y heridas, sobre todo en la espalda están tratadas con gran detalle.

## Iconografía
El tema iconográfico de Cristo tras la flagelación no aparece en los evangelios canónicos ni en los apócrifos. Sus principales fuentes escritas están en las obras de varios teólogos franciscanos, cartujos y jesuitas como Pseudo-Buenaventura, san Pedro de Alcántara, fray Diego de Estella o Luis de la Puente. Apareció en la pintura italiana del siglo XVI en las pinturas murales de Bernardino Scapi en la basílica de San Lorenzo Maggiore de Milán. La temática pasó a la pintura española en el siglo XVII tras el Concilio de Trento, con artistas como Zurbarán o Murillo. Alonso de Mena fue el primer escultor en tratar la iconografía de Jesús recogiendo sus vestiduras después de la flagelación en España, continuando en las obras de Pedro de Mena y Andrés Carvajal y Campos.
La primitiva ubicación de la imagen de Jesús recogiendo sus vestiduras en el espacio de la sacristía no es casual. La temática hace referencia al lugar donde los sacerdotes se revestían y desvestían antes y después de celebrar los actos litúrgicos.